# 飛鳥井雅敦
飛鳥井 雅敦（あすかい まさあつ）は、戦国時代から安土桃山時代の公卿・歌人。飛鳥井家の第12代当主。
官位は従三位・参議。

## 生涯
天文16年（1547年）1月5日、飛鳥井雅春の子として誕生。
永禄13年（1570年）1月14日、雅敦は柴田勝家や蜂屋頼隆、森可成、坂井政尚に対し、自身の所領である摂津尼崎の本興寺に陣取りなどをしないよう求めた。
1月27日、父・雅春が歌会を催し、雅敦や山科言継・言経父子、中山孝親、三条西実澄ら公家衆、細川藤孝や一色藤長ら武家も参加した。
天正4年（1576年）3月18日、雅敦は自邸の庭にて蹴鞠を行い、勧修寺晴豊や山科言経、三条公宣、三条西公国、万里小路充房らが参加した。
4月18日、雅敦は自邸の庭にて蹴鞠を行い、日野輝資、広橋兼勝、高倉永相・永孝父子、三条公宣、三条西実枝、山科言経らが参加した。
11月23日、雅敦のもとに織田信長が禁裏への礼として赴き、銀子100枚を進上した。
天正5年（1577年）1月5日、従三位となる。
10月15日、飛鳥井雅敦のもとに織田信忠が禁裏への礼として訪れた。
天正6年（1578年）3月28日、雅敦は腫物を患った。
4月9日、信長が右大臣就任を辞退すると、雅敦のもとで諸卿の協議が行われた。
6月22日、雅敦は病から回復できず、父・雅春が吉田兼見に平癒祈祷を依頼した。翌23日から祈祷が行われ、29日に結願を迎え、御祓・撫物が飛鳥井家に送られた。
8月6日、治療や祈祷もむなしく、雅敦は死去した。享年32（満31歳）。

## 系譜
- 父：飛鳥井雅春
- 母：一色義清の娘
- 妻：不詳
  - 長男：飛鳥井雅庸